# Stade Juliska
Le Stade Juliska (Stadion Juliska en tchèque) est un stade situé dans le quartier de Dejvice à Prague, en République tchèque. Il est actuellement utilisé principalement pour la pratique du football et est le terrain du Dukla Prague.
Le stade est également utilisé pour des meetings l'athlétisme, comme le Mémorial Josef-Odložil. Le stade peut accueillir 8.150 personnes sur les sièges individuels, auparavant, il pouvait accueillir pratiquement 19.000 personnes mais sa capacité a du être réduite pour des raisons de sécurité.
En 2012 , une statue de l'ancien joueur du Dukla et Ballon d'or 1962 Josef Masopust a été inaugurée aux abords du stade.

## Histoire
Le stade fut l'hôte du premier match du Dukla Prague le 10 juillet 1960 pour un match de la Coupe Mitropa 1960. Devant 10.000 spectateurs, le club local s'imposa 2-1 face au Wiener SK, avec des buts de Rudolf Kučera et Jiří Sůra.
En 1997, le Dukla Prague du quitter son port d'attache après 49 ans d'occupation. Un réaménagement du stade a été entreprit en 2001, ce qui coûta 28 millions de couronnes tchèques. Ce réaménagement, qui comprenait notamment la pose d'une nouvelle piste d'athlétisme , et visait à mettre le stade en conformité avec les normes de l'IAAF.
Le nouveau Dukla Prague utilisa de nouveau le stade le 4 août 2007, en accueillant le SFC Opava dans leur premier match à domicile après leur accession à la deuxième division tchèque. L'équipe locale a manqué un penalty et a perdu 2-1. Le 29 juillet 2011, le Juliska a accueilli le SK Sigma Olomouc pour son premier match de première division tchèque depuis le 1er juin 1994. Le match s'est terminé sur le score de 0-0.
À la suite de la promotion de Dukla en première division tchèque en juin 2011, la Fédération de République tchèque de football a indiqué que le club devait mettre le stade en conformité en installant un chauffage au sol et 2 270 nouveaux sièges, le tout devrait être installés entre le 23 septembre et 28 octobre 2011. Le 5 octobre 2011, il est apparu que le nouveau chauffage au sol du club ne serait pas prêt à temps pour le match de championnat à domicile face au FK Jablonec le 22 octobre, ce qui signifiait que le club devait trouver temporairement un autre stade pour jouer ses matchs à domicile.

## Galerie

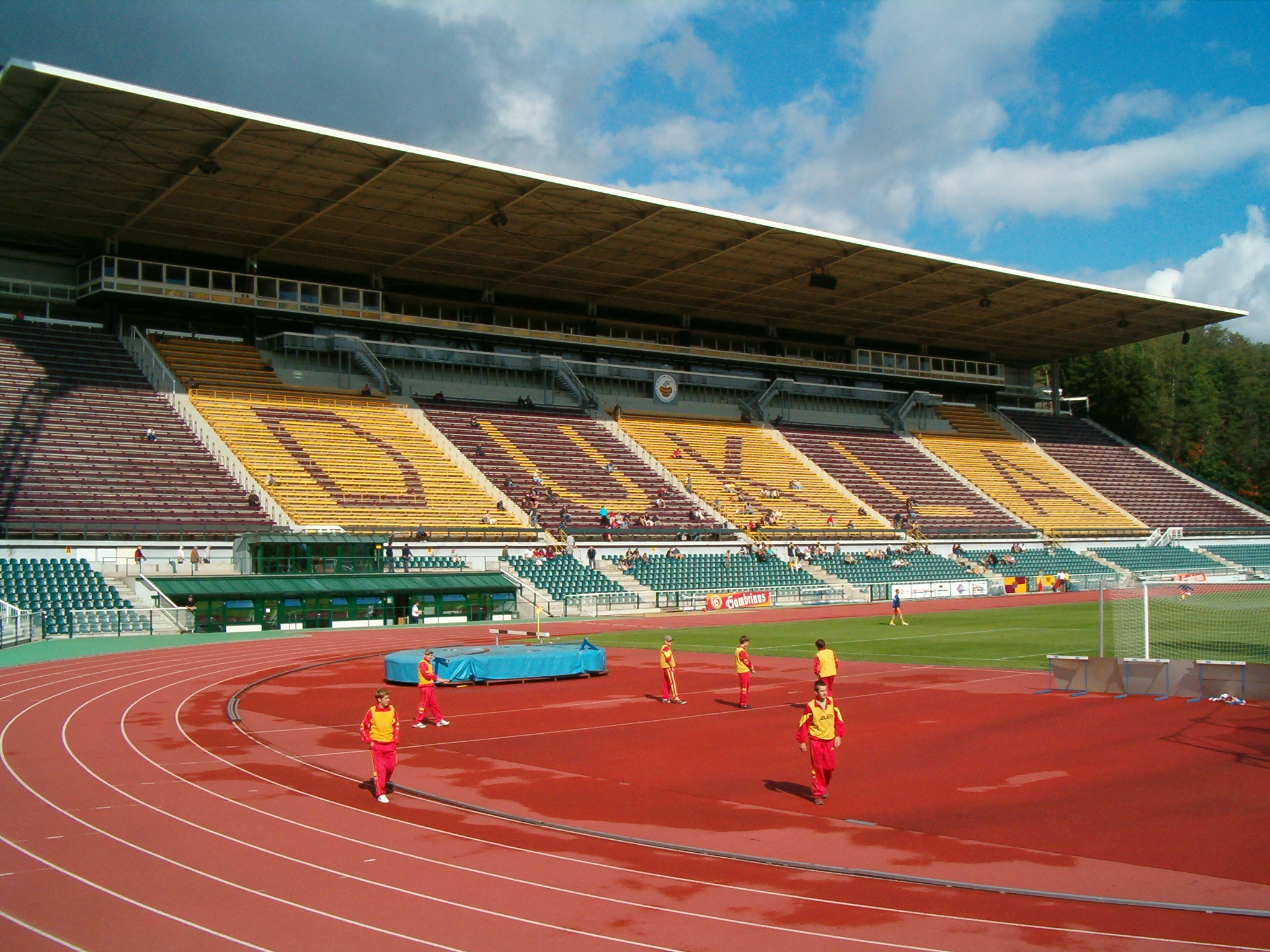
Vue de la tribune principale du stade
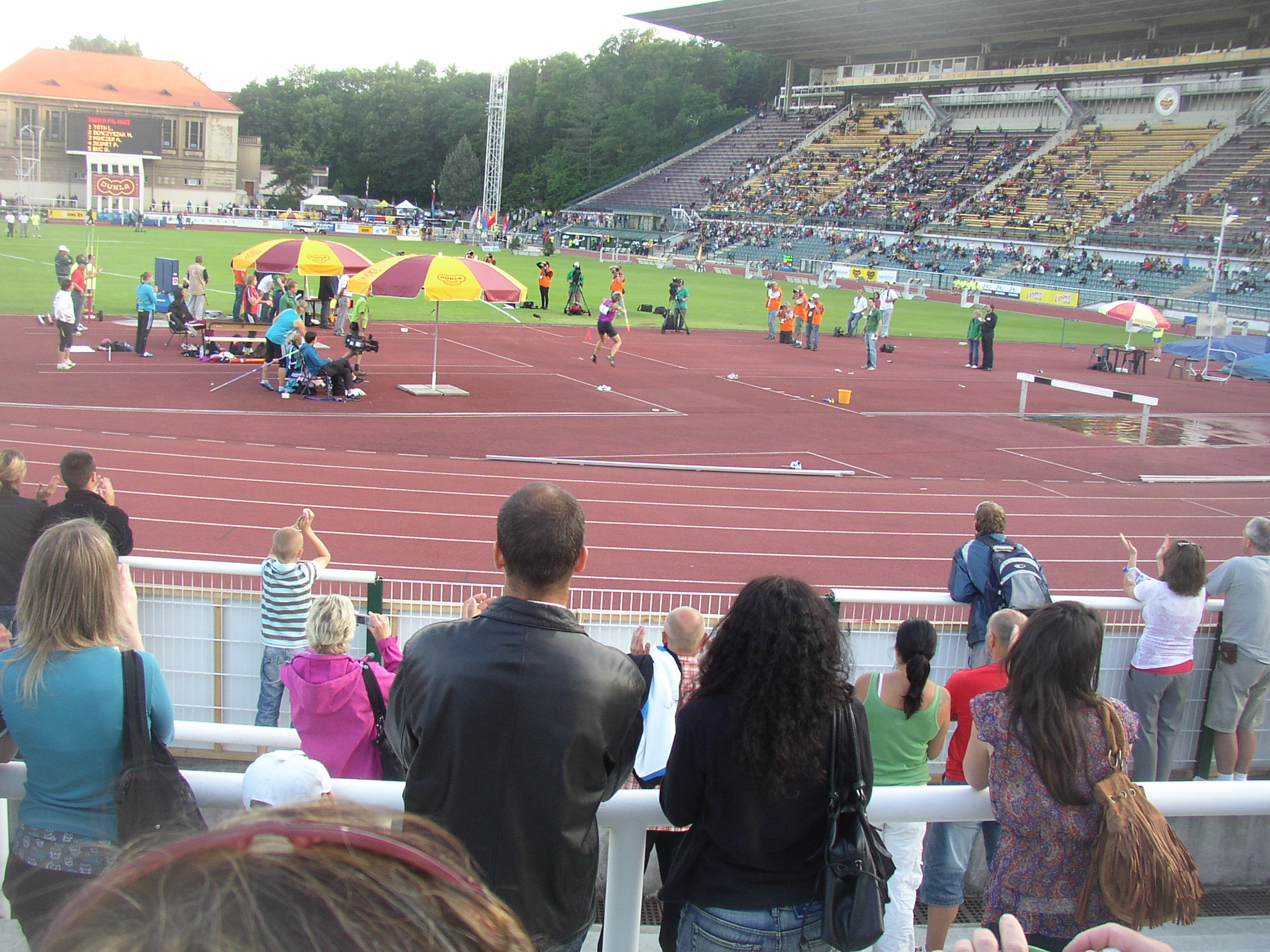
Vue intérieur du stade
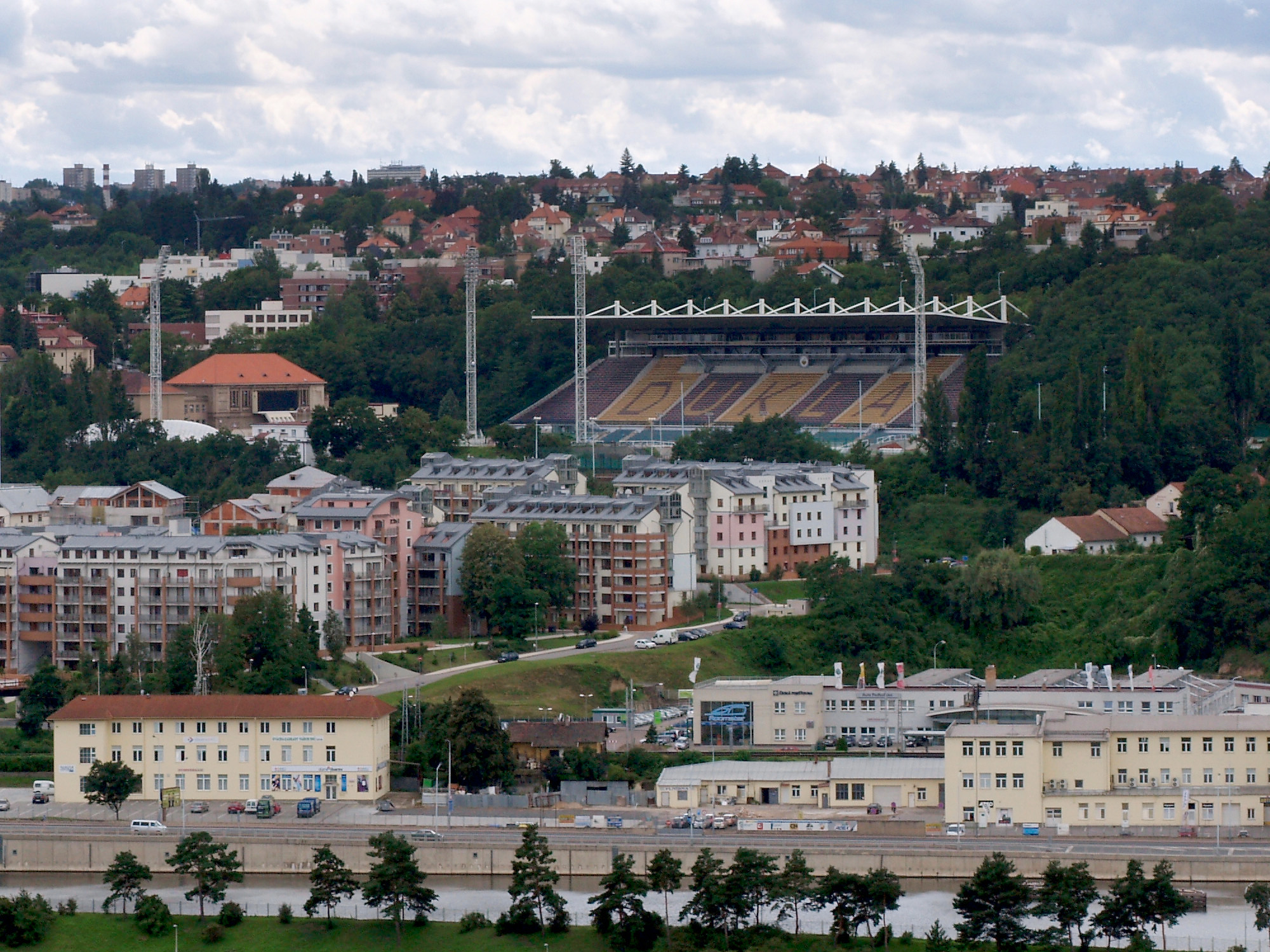
Vue extérieure du stade
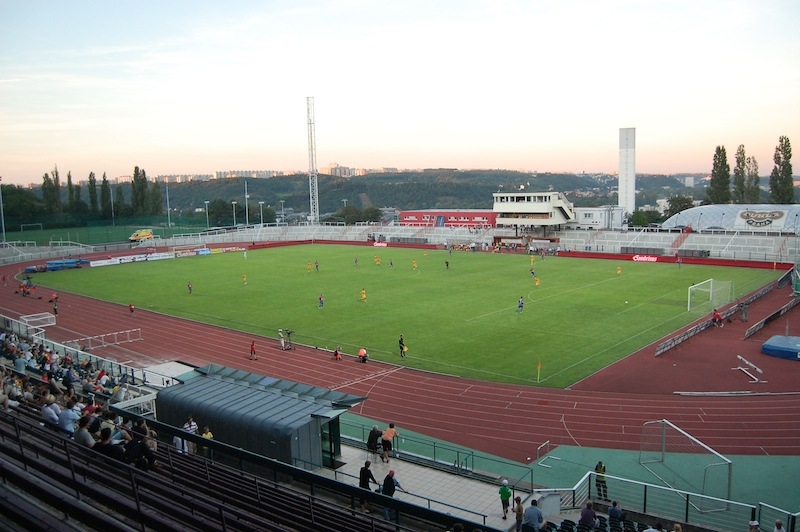
Vue depuis la tribune principale